# Santiago Álvarez Gómez
Santiago Álvarez Gómez (San Miguel de Outeiro, 11 de febrero de 1913 - Madrid, 29 de abril de 2002) fue un político, periodista y escritor español, de ideología comunista. Durante la Guerra civil tuvo un papel relevante, ejerciendo como comisario de varias unidades del Ejército Popular de la República. Miembro destacado del Partido Comunista de España (PCE), desarrolló una intensa actividad en esta formación y sería fundador de la sección gallega del PCE, el Partido Comunista de Galicia.

## Biografía

### Orígenes y juventud
Santiago Álvarez nació el 11 de febrero de 1913 en la parroquia orensana de San Miguel de Outeiro —sita en el municipio de Villamartín de Valdeorras—. De familia campesina, Álvarez realizó apenas estudios primarios. Campesino y segador de joven, a los catorce años comenzó su concienciación política.
En 1931, proclamada ya la Segunda República, se afilió al Partido Comunista de España (PCE). Organizaría una célula comunista en la comarca valdeorresa. En 1934 fue detenido por la intentona revolucionaria de octubre de ese año. Tras las elecciones de febrero de 1936, en las que triunfó el Frente Popular, Santiago Álvarez entró como concejal de la corporación de Villamartín.

### La guerra civil
En julio de 1936, cuando se produjo el estallido de la Guerra civil, Santiago Álvarez se encontraba en Madrid. En los primeros días de la contienda organizó, junto al escritor gallego Castelao, las llamadas «Milicias Populares Gallegas». Estas estuvieron en buena parte integradas por segadores gallegos repartidos por Castilla, a los que convencieron ambos. También ingresó en el Quinto Regimiento, una milicia organizada por el PCE. Con posterioridad pasaría a formar parte del comisariado político del Ejército Popular de la República, desempeñando diversos puestos. A finales de 1936 sería designado comisario de la 1.ª Brigada Mixta, bajo el mando del igualmente comunista y gallego Enrique Líster. Unas semanas después asumiría el puesto de comisario político de la 11.ª División, que también pasó a mandar Líster. 
Durante el transcurso de la contienda participó en la defensa de Madrid y en un gran número de batallas: Jarama, Guadalajara, Sur del Tajo, Garabitas, Brunete, etc. En diciembre de 1937, en plena batalla de Teruel, sería destituido como comisario de la 11.ª División y rebajado de graduación por el ministro de Defensa Nacional, Indalecio Prieto. En su lugar pasó a ejercer como comisario político de la 144.ª Brigada Mixta, durante algún tiempo. Esta destitución creó fuertes disensiones entre la dirección comunista y Prieto. No obstante, en la primavera de 1938 asumiría el puesto de comisario del V Cuerpo de Ejército, nuevamente a las órdenes de Líster. El propio Santiago Álvarez editaría Acero, órgano de expresión del V Cuerpo. Desde este nuevo puesto tomó parte en la batalla del Ebro, donde tuvo un papel activo en la labor propagandística y moral.

### Posguerra y dictadura franquista
Se exilió tras el fin de la contienda, con estadías en diversos países, primero en Francia, para en octubre de 1939 salir hacia la República Dominicana, México y luego para Cuba, en dónde representó al PCE. Durante su estancia en la isla accedería a la nacionalidad cubana. En 1942 contrajo matrimonio con la también gallega Soledad Figueiral Prado. En su faceta periodística colaboraría con varias publicaciones cubanas, como el diario Hoy y las revistas Nosotros, CTC, El Obrero Panadero, El Comunista, etc.
Volvió a España en 1944, clandestinamente, junto al también comunista Sebastián Zapirain. No obstante, ambos dirigentes fueron detenidos a finales de agosto de 1945, siendo Santiago Álvarez sometido a torturas en la Dirección General de Seguridad (DGS) de Madrid durante varios días. Fue juzgado en un consejo de guerra y condenado a muerte, si bien la pena será conmutada por 18 años de cárcel. Pasó por varias prisiones; entre 1946 y 1951 llegaría a estar en situación de aislamiento en la cárcel de Logroño, donde intentó completar su formación con variadas lecturas. Mientras estuvo en prisión su esposa realizó diversas campañas en Cuba y Estados Unidos para que su vida fuese respetada por las autoridades franquistas. En 1954 fue indultado y expulsado hacia Cuba, país del cual poseía nacionalidad. 
Se trasladaría a Francia, desde donde entró a España y a Galicia varias veces. Formando ya parte del Comité Central del PCE planteó en 1965 la creación del Partido Comunista de Galicia (PCG). Desde 1968, fecha de su fundación, fue secretario general de la nueva sección regional. De vuelta a España en 1976 fue encarcelado en Carabanchel dos meses y otra vez a finales del mismo año. En los años de la Transición Santiago Álvarez siguió formando parte del Comité Central del PCE, abandonando en 1979 la Secretaría del PCG. Sin abandonar la actividad política se dedicó a escribir sus memorias políticas y otros libros de investigación. Falleció en Madrid el 29 de abril de 2002.

## Obra publicada
- Los Irmandiños
- El origen y la formación de la nacionalidad gallega
- Sobre Galicia
- Ensayo sobre el problema nacional de Galicia
- El Partido Comunista y el Campo, Madrid, Ediciones de la Torre.
- Contra el continuismo franquista. Por la libertad. Por la autonomía de Galicia,

Lisboa, Nova Galiza, 1976.
- Unha Alternativa Democratica pra Galicia, París, Nova Galicia, 1976.
- Temas de política y Sociedad. El Estado y las Nacionalidades, coautor junto a Simón Sánchez Montero

Madrid, Editorial Cenit, 1977.
- Memorias. I. Recuerdos de infancia y de juventud [1920-1936]. 1985
- Las milicias populares gallegas: un símbolo de la Galicia antifranquista. Sada. 1989
- Memoria da guerrilla. Vigo. 1991
- Osorio Tafall: su personalidad, su aportación a la Historia, Sada, Ediciós do Castro, 1992.
- Castelao y nosotros los comunistas, Sada, 1993 (2.ª edición).
- Negrín, personalidad histórica: biografía, Madrid, 1994.

## Artículos (lista parcial)
- «Notas críticas sobre la posición de la socialdemocracia», Nuestra Bandera, Madrid, n.º 44-45, mayo-junio de 1965, pp. 45-55.
- «Los comunistas y la colaboración con los católicos», Nuestra Bandera, Madrid, n.º 47-48, 1966, pp. 71-79.